# 덕정령
덕정령(徳政令, とくせいれい)는 일본의 중세, 가마쿠라 시대에서 무로마치 시대에 걸쳐 일본의 조정 · 막부 등이 도쿠라 등의 채권자 · 금융업자에 대하여 채권 포기(채무면제)를 명한 법령이다.

## 덕정
일본 역사에서 '덕정'(徳政, とくせい)은, 천인상관 사상에 근거해 위정자의 대체, 혹은 재해 등에 따라 연호 개원이 이루어졌을 때에 천황이 실시하는 빈민구제 활동이나 신사의 흥행(의식 수행과 그 재원인 소유 영지 등의 보장), 소송처리 등의 사회정책을 말하며, '신제'(新制)라고도 불렸다. 기매각지·질류지의 무상 반납, 소령이나 채권채무에 대한 소송(잡소)의 원활한 처리 등을 실시함으로써 구체제로 복귀하려는 데에 목적이 있었다.
헤이안 시대 말기 그리고 가마쿠라 시대 초기에 들어서 재해나 전란 등의 사회적 혼란이 귀족사회에까지 미쳐, 마침내 조큐의 난에서는 조정군이 패배하고 상황(上皇)이 막부의 결정으로 유배되는 등 귀족 사회가 존속의 위기에 처한 것이 가시적으로 드러났다. 이러한 가운데, 조정 내에서는 현실적인 정치에 눈을 돌리는 일로 구심력을 회복시켜 옛 권위를 되찾으려는 움직임이 활발해졌다. 「덕정」은 그런 노선 위에 추진된 정책이며, 덕정령은 그러한 정책의 하나(덕정≠덕정령)라는 것을 유의할 필요가 있다.
가마쿠라 막부도 조정 정치의 현상 상황을 비판적으로 보는 입장에서 조정에 대해 '덕정' 추진을 요구했다. 고사가 상황 치세하에 기록소가 재건되고 이어 가메야마 상황의 인세이기인 1286년(고안 9년)에는 원평정 을 덕정사태(관직 인사 · 지샤 등 행정문제)와 잡소사태 (소령·금전 등의 일반적인 소송)로 분할하는 등의 개혁을 실시하였고(고안 덕정弘安徳政), 1293년(쇼오 6년 · 에이닌 원년)에는 후시미 천황(후의 상황)이 기록소를 덕정 추진 기관으로서 충실하고자 했다('에이닌 덕정'永仁徳政).
당초, 이러한 정책은 몽골 침공 등에 의해 혼란해진 사회 질서의 회복을 도모하고자 했던 가마쿠라 막부의 정책과 궤를 같이하는 것이기도 (아다치 야스모리에 의한 막정 개혁도 '고안 덕정'이라고 불린다) 했지만, 곧 덕정의 본격화와 함께 조정의 위신 회복의 생각이 구체제(즉 가마쿠라 막부 이전)로의 복귀를 모색하는 움직임으로 이어지게 되자 가마쿠라 막부는 왕위 계승에 있어서의 양통질립 정책을 명목으로 하는 정치 개입을 실시해, 가메야마 · 후시미 두 상황의 인세이를 정지시켜 조정과 막부 사이에 긴장 상태를 초래했고, 결국 고다이고 천황의 친정에 이르러 마침내 가마쿠라 막부에 대한 토막 운동으로 전환하게 된 것이다.

## 덕정령 실시
가마쿠라 시대의 덕정령에는 빈궁에 시달리는 중소 고케닌 보호라는 명목이 강했으며, 1297년(에이닌 5년)의 에이닌 덕정령이 알려져 있다. 겐무 신정기인 1334년(겐무 원년) 고다이고 천황이 겐무 덕정령을 내렸다.
무로마치 시대가 되면 소우(惣)라 불리는 소손(惣村, そうそん)의 발달로 덕정령을 요구하는 쓰지 잇큐, 덕정 잇큐가 빈발했다. 또 잇큐 세력과 재지세력이 독자적으로 행하는 사덕정(私徳政) 등도 이뤄졌다. 이들 일원은 시기적으로는 쇼군의 교체에 즈음하여 많이 발생하였으며 '대초(代初)의 덕정'을 요구하고 있다. 쇼쵸 쓰지 잇큐에서는 무로마치 막부에서 정식 덕정령은 나오지 않았지만, 가키쓰 쓰지 잇큐에 즈음해서는 막부로부터 정식으로 덕정령(가키쓰 덕정령)의 발포가 행해진다.
처음에는 덕정령에 신중했던 무로마치 막부는 1454년의 쓰지 잇큐를 계기로 분일전(分一銭, ぶいちせん · 분이치 덕정령分一徳政令 또는 덕정분일전徳政分一銭이라고도 한다)을 발포하여 채권채무액의 10%를 일종의 수수료로 막부에 납부한 분쟁 당사자에 대해 해당 채권의 존속을 허용하던지 채무를 포기하라는 명령을 내렸다. 이는 채권채무의 10%가 막부의 수입이 되었기 때문에 나중에 막부 재정 재건을 위해 남용되게 되었다.
센고쿠 시대에는, 사가미 국의 센고쿠 다이묘인 호조 우지야스가 대기근 발생을 계기로 우지마사에게 가독 상속을 행하며, 「대초(代初)의 덕정」을 행한 사례가 있는 등, 「대초의 덕정」이 정착하고 있던 것을 엿볼 수 있다.
가이 국의 다케다 노부토라는 교로쿠 원년(1528년)에 가이 일국을 대상으로 한 덕정령을 내리고 있어(『승산기』), 이것은 도고쿠의 센고쿠 다이묘가 령국 내에 내린 덕정령이라는 점 외에도, 쓰지 잇큐 발발 이전에 발령된 것이라는 점에서도 주목받고 있다.
또, 전쟁 승리에 따른 덕정도 있어, 에이로쿠 5년(1562년) 3월 5일, 하타야마 타카마사가 쿠메다의 싸움으로 미요시 씨에게 승리한 후, 다음 6일에 교토에 들어간 롯카쿠 요시카타가 8일에 덕정령을 내고 있다.

## 현대의 사용
일본의 대부업체 J트러스트의 후지사와 노부요시(藤澤信義) 사장이 2014년 2월 2일 자사 결산설명회에 참석하여 박근혜 당시 한국 대통령의 국정 공약인 국민행복기금을 언급하며 "박근혜 정권이 민심을 얻기 위해 덕정령 같은 것을 실시해서 (친애저축은행의 순이익이) 일시적으로 마이너스 됐지만 앞으로는 크게 마이너스 될 일이 없다"는 발언을 하였는데, 이 과정에서 국민행복기금을 덕정령에 비유하였다.
2019년에는 일본의 신생 정당으로 모든 사람들의 최저생활 수준을 끌어올리는 것을 슬로건으로 내건 레이와 신센구미가 대학 장학금 융자의 상환의무를 면제하는 이른바 '장학금 덕정령'(奨学金徳政令)을 제창하였다.
2022년 미국 대통령 조 바이든의 연방정부의 대학 학자금 대출에 대한 일부 탕감 발표에 대해서 《니혼게이자이신문》(日本経済新聞)이 '덕정령'이라고 표현하기도 하였다.

### 내용주
1. ↑  중세 일본에서 백성의 자치적 ・ 지연적(地縁的)으로 모여 결합된 촌락 형태의 공동 조직을 가리킨다.